# Педык, Леонид Анатольевич
Леонид Анатольевич Педык (укр. Леонід Анатолійович Педик; род. 23 апреля 1950, Ковель, Волынская область) — советский и украинский спортсмен и тренер; Мастер спорта СССР, Заслуженный тренер Украины (1999), судья национальной категории.

## Биография
Родился 23 апреля 1950 года в городе Ковель Волынской области Украинской ССР.
В секцию борьбы Леонид пошел в шестом классе и не оставил занятия до окончания школы. Затем служил в Советской армии в воинских частях Бердичева и Львова, после чего вернулся в Ковель. В 1972 году поступил в Луцкий педагогический институт (ныне Восточноевропейский национальный университет имени Леси Украинки). Тренировался у Арама Ялтыряна, который многократно владел титулом чемпиона страны. Был участником и победителем различных соревнований. Стал единственным в СССР четырёхкратным мастером спорта по самбо, дзюдо, вольной и греко-римского борьбе.
После окончания спортивной карьеры, Леонид Анатольевич стал тренером и впоследствии — преподавателем Восточноевропейского национального университета на факультете физического воспитания. Среди его воспитанников есть выдающиеся спортсмены, некоторые из них ставшие чемпионами мира — Владимир Удовенко, Михаил Нелипюк, Владимир Скуба, Анатолий Мосийчук, Александр Карпюк, Юрий Ковальчук и даже генералы — Валерий Присяжнюк.
Л. А. Педык — автор автобиографичной книги «Боротьба продовжується» («Борьба продолжается»), 2012 год.
В семье Леонида Анатольевича и его жены Лидии Григорьевны родились дочь Ольга и сын Ярослав.